# Abdias da Costa Neves

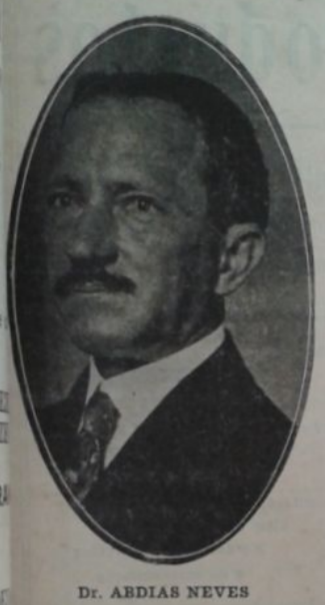
Abdias da Costa Neves

Abdias da Costa Neves (* 19. November 1876 in Teresina, Piauí; † 28. August 1928 ebenda) war ein brasilianischer Politiker, der unter anderem zwischen 1915 und 1924 Mitglied des Senats (Senado) war.

## Leben
Abdias da Costa Neves wurde als Sohn von João da Costa Neves und Delfina de Oliveira Neves im Kaiserreich Brasilien in der Hauptstadt der Provinz Piauí geboren. Nach Besuch der Secundário in Teresina begann er ein Studium der Rechtswissenschaften an der Juristischen Fakultät (Faculdade de Direito) in Recife und war nach seiner anwaltlichen Zulassung erst als Rechtsanwalt sowie später als Journalist. Daneben war er als Professor tätig (Lehrer für Englisch, Deutsch, Logik am Liceu Piauiense und Pädagogik an der staatlichen Escola Normal Oficial) und verfasste zahlreiche Bücher zu unterschiedlichen Themen.
1915 wurde Neves für Piauí Mitglied des Senats (Senado) und gehörte diesem in der 30. bis 33. Legislaturperiode bis 1924 an. Ihm zu Ehren wurde die Biblioteca Municipal Abdias Neves benannt, die städtische Bücherei seines Geburtsortes Teresina.
Er war erster Stuhlinhaber der Cadeira nº 11 der Academia Piauiense de Letras.

## Veröffentlichungen
- Um Maníaco, 1908
- Psicologia do Cristianismo, 1908
- Imunidades Parlamentares, 1908
- A Elegibilidade do Marechal Hermes, 1910
- Terezina, 1913
- Brasil e as Esferas de Influência na Conferência da Paz, 1919
- Piauí Na Confederação do Equador, 1921
- Aspectos do Piauhy. Formação territorial, composição ethnica, valores economicos, organisação politica, 1926

Nachdrucke
- A guerra do Fidié, Rio de Janeiro, Editora Artenova, 1974,
- Velário. Poesias, Teresina, Editora Universidade Federal do Piauí, 1983
- Um manicaca, Teresina, Piauí, J. Campos Veras, Projeto Petrônio Portella, 1985
- A guerra do Fidié, Teresina, FUNDAPI, 2006.

## Hintergrundliteratur
- Artur Passos: Abdias Neves, homens e eventos da sua época, Teresina, Conselho Estadual de Cultura, 1966
- José Miguel de Matos: Evocação de Abdias Neves, Teresina, 1976
- José Miguel de Matos, Arimatéia Tito Filho: Abdias Neves, 1876–1928, Teresina, Piauí, EDUFPI, Campus Ininga, 1984